# 新宮市歌
「新宮市歌」（しんぐうしか）は、和歌山県新宮市の市歌である。以下の2代が存在する。
1. 1936年（昭和11年）制定[3]。作詞・岩橋喜宮一、作曲者不詳。
2. 1951年（昭和26年）制定。作詞・佐藤春夫、作曲・信時潔。

現在の市歌は2.である。

## 初代（1936年）
初代の「新宮市歌」は県下2番目の市制を敷いた新宮市が1936年（昭和11年）に歌詞を懸賞募集し、海草郡西和佐村（現在の和歌山市）の尋常小学校教員で1922年（大正13年）制定の初代「和歌山市歌」において入選歴のある岩橋喜宮一の応募作を採用したものである。「神倉山の御剣に…」で始まる全4番の歌詞だが、同じ作詞者の初代「和歌山市歌」と同じく作曲者は不詳であり『新宮市史』にはこの初代市歌に関する記述は見当たらない。

## 2代目（1951年）
2代目の現「新宮市歌」は1951年（昭和26年）11月3日に制定された。作詞は初代と異なり懸賞募集によらず詩人で地元出身の佐藤春夫に依頼されたものである。春夫は4年後に4代目の「和歌山市市歌」も手掛けており、生前に県内の市町歌や校歌の依頼に対し「作詞料はいらない。心魂ささげて作る」として全て無償で応じていたという。
1番では初代市歌に見られなかった徐福渡来の伝承を取り上げている。また、3番の「桴（いかだ）の港」について「いかだ」には「筏」の字を当てることが多いところ、春夫は「“筏”は本来、竹を組んだもの。桴は棟木とも読める字じゃ」と用字に対するこだわりを見せていたという。当の春夫自身は、郷里から依頼された市歌の歌詞に込めた意図について次のように解説している。

作曲は東京芸術大学講師の信時潔に依頼されたが、春夫とは2年前の1949年（昭和24年）に同じく和歌山県の高野町が制定した「高野町の歌」に続く組み合わせとなった。2代目「新宮市歌」制定から11年後の1962年（昭和37年）には、3代目「山口県民の歌」および2代目「山口市の歌」の2曲で春夫の作詞に信時が曲を付けている。

### 平成の大合併後の扱い
新宮市は平成の大合併において東牟婁郡熊野川町と新設合併し、2005年（平成17年）10月1日に（新）新宮市が成立した。合併協議会では市歌の扱いにつき「新市において新たに定める」と取り決められたが、熊野川町では町歌を制定していなかったため合併後に旧市の「新宮市歌」を新市に継承することが確認され、2006年（平成18年）4月1日付で再制定の告示が行われた。
2022年（令和4年）、市内の丹鶴ホール敷地内にある春夫愛用の筆を収めた記念碑「筆塚」の後方に「新宮市歌」全3番の歌詞を刻んだ屏風型の歌碑が新宮ライオンズクラブからの寄贈により建立された。